# Theretra arfakmontensis
Theretra arfakmontensis là một loài bướm đêm thuộc họ Sphingidae. Nó được tìm thấy ở Irian Jaya in Indonesia.